# ジルベール症候群
ジルベール症候群（ジルベールしょうこうぐん、GS, Gilbert's syndrome, [ʒiːlˈbɛər]、ジルベール・モイレングラハト症候群〔Gilbert–Meulengracht syndrome〕とも呼ばれる。）は、遺伝性の肝疾患であり、遺伝性のビリルビン増多のもっとも一般的な要因である。体質性黄疸のひとつで、主だった特徴は黄疸であり、これは血液内の非抱合型ビリルビン値の増加（高ビリルビン血症）によるものである。
この高ビリルビン血症の原因は、ビリルビンと他の脂溶性分子とを結合させる働き（抱合）をするグルクロン酸転移酵素という酵素の作用が減弱したことによるものである。抱合することによって、ビリルビンは水溶性になり、胆汁に混じって十二指腸へ分泌されるようになる。
この疾患の呼称として使われるほかの名称には次のものがある。
- 家族性良性非抱合型高ビリルビン血症 (Familial benign unconjugated hyperbilirubinaemia)
- 先天性肝機能異常症 (Constitutional liver dysfunction)
- 家族性非溶血性非閉塞性黄疸 (Familial non-hemolytic non-obstructive jaundice)
- 小児性間欠性黄疸 (Icterus intermittens juvenilis)
- 低悪性度慢性高ビリルビン血症 (Low-grade chronic hyperbilirubinemia)
- 非抱合性良性ビリルビン血症 (Unconjugated benign bilirubinemia)

## 疫学
患者は人口の3-7%に認められるただし、これ以上の有病率を示す資料もあり、消化器学者のなかには、白色人種では10%近くに認められると主張する者もいる。。

## 徴候と症状

### 黄疸
ジルベール症候群では血中の非抱合型ビリルビン（間接ビリルビン）の濃度が上昇するが、たいていの場合は重篤な結果は見られない。激しい運動、ストレス、断食、感染といった状況下で軽度の黄疸が現れることがあるが、それ以外ではほとんど症状は見られない。重篤な症例では、皮膚の黄染や眼の強膜の黄染といった例が見られる。
一部の報告によると、ジルベール症候群は新生児黄疸の発症を早める可能性があり、ことにグルコース-6-リン酸脱水素酵素欠損症のような疾患による溶血の度合いが増した状態で起きやすいとされている 。この病状は、高濃度のビリルビンが核黄疸のかたちで不可逆的な神経障害をひきおこすため、速やかに治療しないととりわけ危険である。

### 薬品の解毒
ジルベール症候群はグルクロン酸転移酵素（UGT1A1）に問題があると認識されている。この酵素は肝臓において一部の化学物質を代謝解毒する機能も担っており、例えば、UGT1A1で代謝されるイリノテカンを使用している患者においても発症することがある。
アセトアミノフェンはUGT1A1で代謝されないが、ジルベール症候群の患者で欠如していることがある別の種類の酵素のひとつで代謝を受ける。ジルベール症候群の患者のなかには、アセトアミノフェンの毒性の危険性が高まっている一群の人たちがいるかもしれない。

### 循環器系への影響
いくつかの分析によると、ジルベール症候群の患者では虚血性心疾患のリスクが有意に減少することが示された。
具体的に言うと、ビリルビン濃度が軽度（1.1mg/dLから2.7mg/dL）に上昇した患者では、虚血性心疾患のリスクやその後の心疾患のリスクが対照に比べて低かった。これらの分析を行った研究者らは、2002年までに入手できたデータのメタアナリシスを続けて行い、ジルベール症候群患者のアテローム性動脈硬化症の発生率は血清ビリルビンと密接しているが反転している関係性をもっていることを確認した。この患者にとって好ましい効果は、高密度リポタンパク質 (HDL)の濃度のような交絡因子よりも、潜在的に抗酸化作用を有していと見做されているビリルビンIXαによるものとされた。
この関係性は、フラミンガム心臓研究の長期研究データからもうかがえる。ジルベール症候群と(TA)7/(TA)7遺伝子タイプとを有する患者で中程度に上昇したビリルビン値は、冠血管疾患と心血管疾患の両方において、(TA)6/(TA)6遺伝子タイプ（正常で変位を持たない遺伝子配座）を有する患者と比較して1/3のリスクを呈するにとどまっていた。

### 徴候と症状
ジルベール症候群と関連付けられているかいないかに関わらず、罹患している患者の一群について、常に疲れを感じている（疲労感）、集中力を保つのに困難を感じる、食欲不振、腹痛、体重減少、掻痒感（発疹は生じない）などの症状が報告されているが、学術的研究では、成人での非抱合型ビリルビンが高値であることと有害事象との間にはっきりした傾向は何も見いだせなかった。このため当然のように、ジルベール症候群は疾患のひとつに位置付けるべきかどうかという議論が生じている。しかしながら、ジルベール症候群は、胆石の発症率の上昇との関与が示唆されている。
その一方で、ジルベール症候群をもつ人の死亡率はそうでない人の半分とするコホート研究報告もある。。

## 原因
ジルベール症候群は、非抱合型ビリルビンの増多による軽度の黄疸を特徴とする表現型症状であり、ビリルビンを抱合型に変える役割を担う酵素をつかさどる遺伝子のうち数種類の異なる遺伝子型に基づくものである。
ジルベール症候群は、グルクロン酸転移酵素(UGT1A1)のグルクロン酸抱合能が70-80%低下することが特徴である。UGT1A1の遺伝子はヒトの第2染色体上にある。
UGT1A1遺伝子には100種類を超える変異種があり、遺伝子そのものかそのプロモーター領域かで「UGT1A1*n」の形式で示される（「n」は発見された時系列の順を表す）。UGT1A1遺伝子はTATA boxプロモーター領域と関連付けられる。この領域は、最も一般的なパターンでは、A(TA6)TAAという遺伝子シークエンスを含んでいるが、このバリアントは多くの母集団でアレルのおよそ50%を占めている。しかしながら、この領域の遺伝子多型のうち最多のものは、プロモーター領域にTAのジヌクレオチド配列をもうひと組付け加えることにより生じるものであるが、結果としてA(TA7)TAAが生じる（これはUGT1A1*28と呼ばれる）。このバリアントは一般的なものであり、母集団によってはアレルの40%を占めるが、東南アジア・東アジア・太平洋諸島では頻度は少なく、アレルの約3%である。
多くの母集団で、ジルベール症候群は単一接合子の A(TA7)TAAアレルと関連付けられる。ジルベール症候群の症例の94%で、UGT1A6 (50%の不活性化を呈する) とUGT1A7 (83%の無効化を呈する)という他の2種類のグルクロン酸転移酵素が、やはり影響を受けている。
しかしながら、ジルベール症候群はTATA boxプロモーターの多型変異を伴わなくても発症しうる。母集団によっては、とりわけ東南アジアや東アジアの健康な人の場合には、ジルベール症候群は実際の遺伝子コーディング領域内の単一接合子のミスセンス突然変異（たとえばGly71Arg〔またの名をUGT1A1*6〕、Tyr486Asp〔またの名をUGT1A1*7〕、Pro364Leu〔またの名をUGT1A1*73〕など）の結果として生じることの方が多いが、これはビリルビン濃度が有意に高値であることと関連付けられることができよう。
薬剤に対する影響やビリルビンの減弱化、およびその遺伝形式のために、ジルベール症候群は代謝異常の劣性遺伝に分類される。

## 診断
ジルベール症候群の患者では非抱合型ビリルビンが優勢であるが、抱合型ビリルビンはたいてい正常範囲内にあり、総量の20%未満である。ジルベール症候群の患者のビリルビン値は、正常範囲が20μM未満であるのに対して、20-90μM (1.2から5.3 mg/dL)であるとの報告がある。ジルベール症候群の患者では、非抱合型/抱合型（間接/直接）ビリルビンの率が、ジルベール症候群ではない人よりも高くなっている。
もし血液試料が二日間の断食のあとに採血されたものなら、総ビリルビン値はしばしばはるかに高くなるので、断食は診断上有用なものと見做せる。概念上踏まえておくべきこととしては、少量のフェノバルビタールを投与するとビリルビンが大きく減少する。ただし、滅多にはこのようなことを行う必要性はなくまた適切ではない。
PCR法を用いてUGT1A1のDNA変異を探知する試験法もある。

### 鑑別診断
ジルベール症候群は害を及ぼさないものと認識されているが、もっと危険性の高い血液疾患や肝疾患が紛れこんでいる可能性があるため、臨床上は重要である。しかしながら、そういった疾患にはほかにもその疾患を示唆するものがある。
- 溶血は、総血算、ハプトグロビン、乳酸脱水素酵素の値、そして網赤血球症（網赤血球の増多は通例溶血性貧血で観測できる）がないことで除外できる。
- ウイルス性肝炎は、各肝炎ウイルスに特有の抗原が血液試料中に確認されないことで除外できる。
- 胆汁鬱滞は、乳酸脱水素酵素値が低値であること、抱合型ビリルビンが低値であること、および胆管の超音波検査によって除外できる。
- クリグラー・ナジャール症候群のような、より重篤なタイプのグルクロン酸転移酵素異常症。この疾患はUGT1A1活性が0-10%程度であり、乳児期に脳障害を起こす危険性のあるI型と、10代で発症するII型とがある。
- デュビン・ジョンソン症候群とローター症候群は、常染色体劣性遺伝の珍しい疾患であるが、抱合型ビリルビンの増加を特徴とする。
- ジルベール症候群では、他の肝疾患に同時に罹患していない限り、肝酵素のALT/SGPTとAST/SGOT、およびアルブミンが正常範囲にとどまる。

## 治療
肝疾患を伴わないジルベール症候群は治療は不要である。

## 代謝
ジルベール症候群の患者では、リジン、アセトン、クエン酸、グルコース、バリンの血清中濃度が低いとの報告がある。

## 歴史
ジルベール症候群は、フランスの消化器科医のオーギュスタン・ニコラ・ジルベールらによって1901年に初めて報告された。ドイツの文献では、イェンス・アイナー・モイレングラハトの業績として紹介されるのが一般的である。

## 著名人の症例
- ナポレオン一世[40]
- アーサー・コーンバーグ：1959年のノーベル医学・生物学賞受賞者[41]
- ニッキー・ワイアー：マニック・ストリート・プリーチャーズのベーシスト[42]
- アレクサンドル・ドルゴポロフ：テニスプレイヤー [43]
- ヘンリー・ウィルフレッド”バニー”オースティン：テニスプレイヤー[44]
- ノエル・フィールディング（英語版）：シュールレアリスト、コメディアン、俳優
- ジョナス・フォルガー：MotoGPライダー[42]